# Варяш
Варяш (баш. Вәрәш) — деревня в Янаульском районе Республики Башкортостан Российской Федерации. Входит в состав Новоартаульского сельсовета.

## География

### Географическое положение
Через деревню протекает река Варяш. Расстояние до:
- районного центра (Янаул): 16 км,
- центра сельсовета (Новый Артаул): 5 км,
- ближайшей ж/д станции (Янаул): 16 км.

## История
Деревня основана в 1850 году 18 семьями из Уртаула и 2 — из Янаула, в 20 дворах проживало 162 башкира. В 1859 году — 41 двор и 227 человек.
В 1904 году в деревне Варяш, относившейся к Ново-Артауловской волости Осинского уезда Пермской губернии — 90 крестьянских дворов и 1 двор разночинцев, всего 484 жителя (214 мужчин, 270 женщин), башкиры-вотчинники.
По переписи 1920 года в деревне Варяш было 112 дворов и 649 жителей (297 мужчин, 352 женщины).
К 1926 году деревня была передана из Уральской области в состав Янауловской волости Бирского кантона Башкирской АССР.
В 1939 году — 575 жителей, в 1959 — 373.
В 1982 году население — около 270 человек.
В 1989 году — 202 человека (80 мужчин, 122 женщины).
В 2002 году — 169 человек (79 мужчин, 90 женщин), башкиры (70 %).
В 2010 году — 170 человек (76 мужчин, 94 женщины).
Действуют начальная школа, фельдшерско-акушерский пункт, клуб, библиотека.

## Население
| 2002 | 2009 | 2010 |
| ---- | ---- | ---- |
| 169  | ↗187 | ↘170 |